# Mxit
Mxit是一個南非開發的即時通訊軟件，運行於多個平台，2011年是Mxit的高峰期，全球用戶多達4200萬，但到了2015年，Mxit的每月活躍用戶跌到只剩下120萬人。由於Facebook及wechat等大舉入侵非洲網絡服務，Mxit用戶數量急遽下降，Mxit於2015年10月宣布關閉其商業運作，並以獨立的託基金捐贈其全部知識產權和技術資產。